# قلف أويل
غولف أويل (بالإنجليزية: Gulf Oil)‏ كانت شركة نفط أمريكية، يقع مقرها الرئيسي في مدينة غلف سيتي بولاية بنسيلفانيا الأمريكية.

## وصلات خارجية
الموقع الرسمي